# Lactophrys bicaudalis
Pour les articles homonymes, voir Zinga (homonymie).
Espèce
Statut de conservation UICN

 LC  : Préoccupation mineure
Coffre zinga
Lactophrys bicaudalis, ou poisson-coffre zinga, est une espèce de poissons tetraodontiformes. Membre de la famille des Ostraciidae, on le trouve dans les récifs de toutes les Caraïbes, ainsi que dans le sud-ouest de l'océan Atlantique. L'espèce tire son nom des taches noires qui recouvrent son corps blanchâtre ou jaune-or.